# Merksplas SK
Merksplas SK is een Belgische voetbalclub uit Merksplas. De club is aangesloten bij de KBVB met stamnummer 3256 en heeft geel-zwart als kleuren. Merksplas speelde in zijn geschiedenis meestal in de provinciale voetbalreeksen, hoewel het rond 1980 drie seizoen in de nationale Bevorderingsreeksen speelde.

## Geschiedenis
Op 1 mei 1939 werd Merksplas Sportkring opgericht, op initiatief van Dolf en Jos Luyten en Albert Scheepers. Men sloot aan bij de Belgische Voetbalbond op 15 oktober 1941. De ploeg speelde in geel-zwarte uitrusting, hoewel de kleuren van de gemeente Merksplas groen en wit zijn. De drie stichtende leden waren immers ook bij de katholieke studentenvereniging aangesloten, waar men ook een voetbalploeg had. Die ploeg speelde in geel-zwarte, en hun uitrusting werd voor het nieuwe Merksplas SK gebruikt. De club bleef daarna deze kleuren houden.
In de eerste jaren speelde de ploeg op een terrein van de Kolonie, een gevangenisdomein in Merksplas. Vanaf 1946 ging men spelen op een terrein aan de Molenzijde. Reeds in het eerste seizoen op de Molenzijde promoveerde men naar Tweede Provinciale. Merksplas bleef er negen seizoenen speelde, maar zakte daarna weer naar Derde Provinciale, in die tijd de laagste voetbalreeks. Daar bleef men twee decennia spelen.
Op het eind van de jaren zeventig maakte de club echter een steile opmars. In 1975 verhuisde men ook naar de gemeentelijke sportterreinen aan het Hofeinde. In 1975/76 promoveerde men opnieuw naar Tweede Provinciale. Twee jaar later, in 1977/78, promoveerde men al naar Eerste Provinciale, de hoogste provinciale voetbalreeks. Merksplas bleef succesvol, en stootte daar in 1978/79, na amper één seizoen, al meteen door. Voor het eerste promoveerde de club naar de nationale Vierde Klasse.
In Vierde Klasse moest men echter vechten om het behoud te verzekeren. In 1982, na drie seizoen, strandde Merksplas dan ook op een afgetekende laatste plaats, na amper drie overwinningen en 12 punten te behalen tijdens het seizoen. De ploeg zakte opnieuw naar de provinciale reeksen.
Na zes seizoenen zakte men in 1988 weer verder naar Tweede Provinciale. Daar bleef Merksplas de komende decennia hoofdzakelijk spelen, op enkele seizoenen Derde Provinciale na. In 1991 kreeg de club bij het vijftigjarig bestaan de koninklijke titel.